# Mont Pécloz
Le mont Pécloz est le troisième plus haut sommet du massif des Bauges après l'Arcalod et la Sambuy avec 2 197 mètres d'altitude. La voie Normale d'ascension passe par la chapelle de Bellevaux puis par l'ancien village du même nom (détruit pendant la Seconde Guerre mondiale).
Ce sommet est reconnu par les amateurs de ski alpinisme. Pierre Tardivel y a notamment ouvert une voie en 2004, baptisée « Deprofundis », dans la face Nord.

## Géologie
Le sommet du mont Pécloz est constitué de calcaires urgoniens redressés à la verticale car situés sur le flanc oriental d'un grand pli, le synclinal du Pécloz.

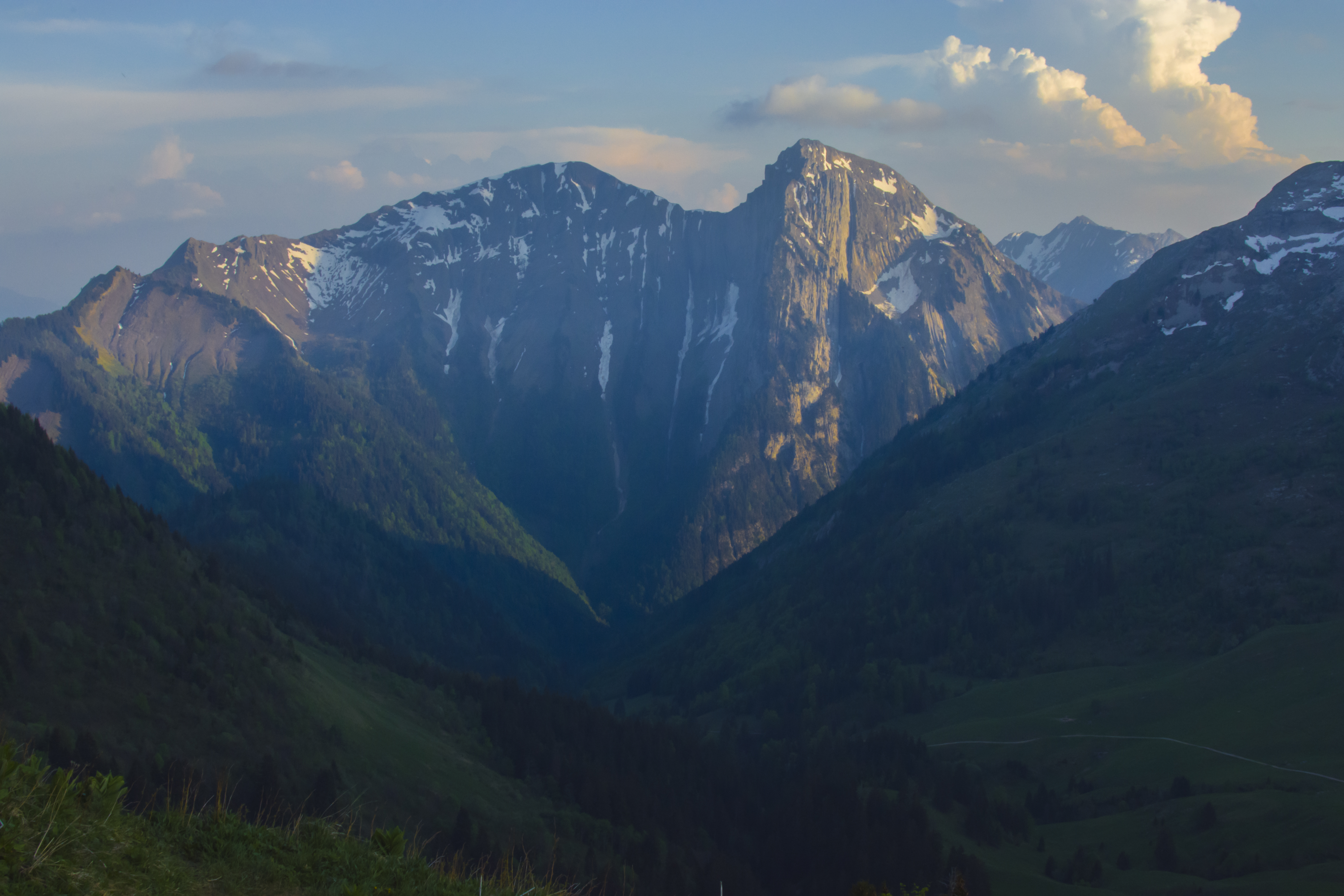
Vue de la face nord du mont Pécloz.
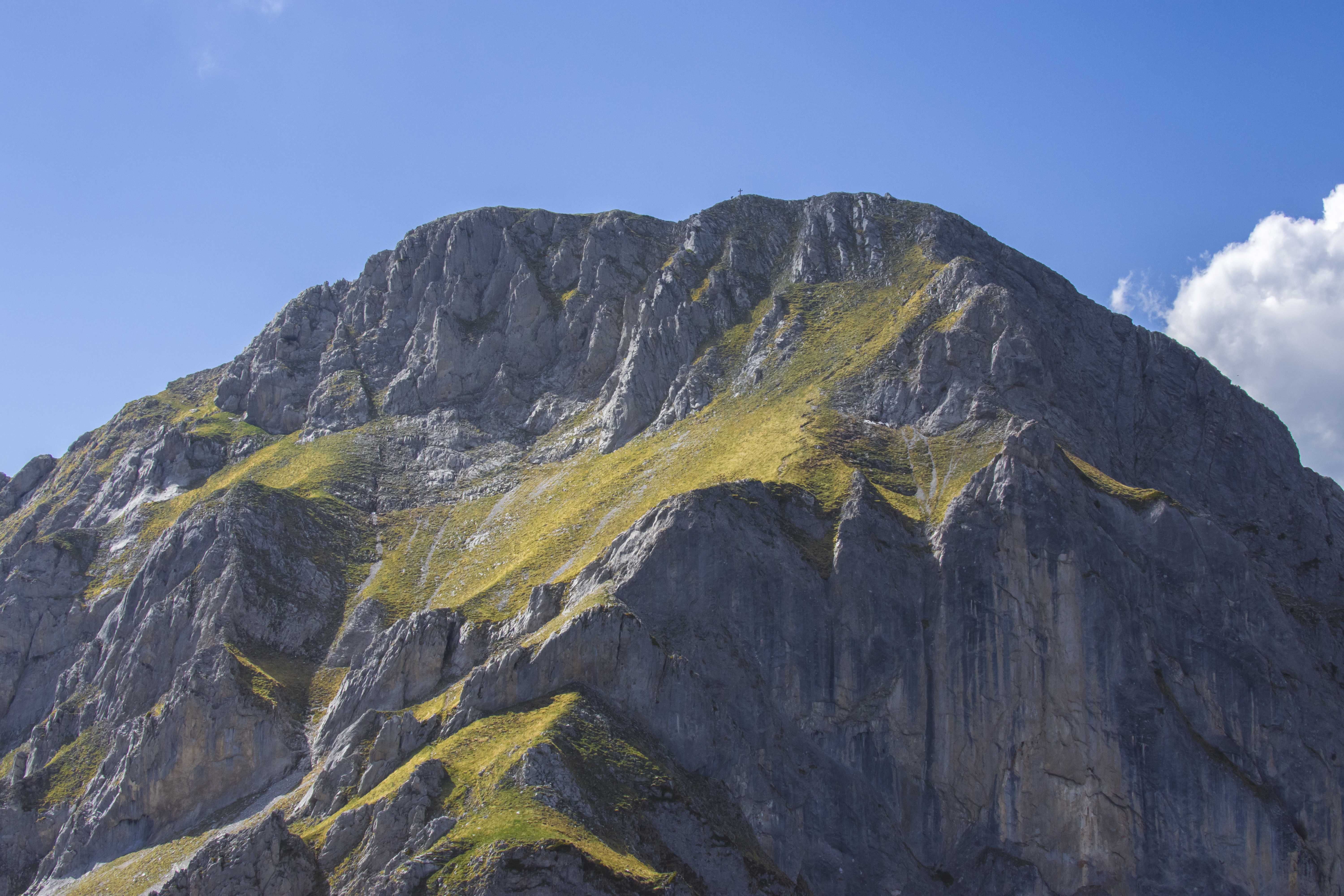
Vue de la face sud du mont Pécloz.